# Tim Horan
Timothy James Horan, detto Tim (Sydney, 18 maggio 1970), è un ex rugbista a 15 e allenatore di rugby a 15 australiano, in carriera agonistica apertura-tre quarti centro, due volte campione del mondo con i Wallabies nel 1991 e nel 1999.

## Biografia
Horan iniziò la sua carriera rugbistica alle scuole superiori: fin dall'età di 13 anni era amico e compagno di squadra di Jason Little (anch'egli futuro Wallaby) in una formazione di rugby a 13; successivamente passò alla disciplina a 15, entrando a 17 anni nella formazione titolare del Downlands College di Toowomba (Queensland).
Esordì in Nazionale australiana ad Auckland nell'agosto 1989 contro la Nuova Zelanda, prima ancora di avere rappresentato lo Stato del Queensland, e già nel suo secondo test match, a Strasburgo contro la Francia, mise a segno due mete.
Divenuto punto fisso degli Wallabies, fu convocato per la Coppa del Mondo di rugby 1991 in Inghilterra: in tale competizione scese in campo in sei incontri, realizzando anche una meta nella semifinale contro la Nuova Zelanda, e laureandosi campione del mondo dopo la finale vinta a Twickenham contro gli inglesi.
Quattro anni più tardi fu presente alla Coppa del Mondo di rugby 1995 in Sudafrica, nel corso della quale l'Australia fu eliminata ai quarti di finale; nel 1996 divenne professionista ed entrò nella franchise in Super Rugby del Queensland, i Reds.
Nel 1999 fu chiamato per la sua terza Coppa del mondo consecutiva, che quell'anno si tenne in Galles: Horan si segnalò subito per aver marcato la meta più veloce di tale edizione di torneo, dopo circa un minuto e mezzo dell'avvio dell'incontro con la Romania a Belfast (risultato finale 57-9 per l'Australia).
Gli Wallabies giunsero fino alla finale di Cardiff contro la Francia e la vinsero, laureandosi campioni del mondo per la seconda volta, e Horan con essi.
A livello personale, oltre al secondo titolo mondiale, Horan fu premiato come miglior giocatore della competizione. Insieme a quattro compagni di squadra fu quindi uno tra i venti giocatori al 2017 ad aver vinto due volte il Mondiale.
Dopo aver contribuito alla conquista del primo Tri Nations australiano, nel 2000, Horan annunciò il ritiro dall'attività internazionale e la sua intenzione di trasferirsi in Europa, per essere ingaggiato dal club inglese dei Saracens allenati dal sudafricano François Pienaar, a sua volta campione del mondo nel 1995.
Dopo tre stagioni in Premiership Horan si ritirò dal rugby giocato; divenuto allenatore entrò nel 2005 nello staff tecnico degli Wallabies come assistente del C.T. Eddie Jones; l'incarico durò solo un anno, a seguito della decisione della Federazione di un cambio di conduzione.
All'attivo di Horan figurano anche due inviti nei Barbarians nel 2001 in occasione di due incontri non ufficiali contro Irlanda e Scozia.
A parte la carriera tecnica, Horan ha lavorato fin dal ritiro come commentatore e opinionista; dal settembre 2010 collabora con Fox Sports come commentatore.

### Attività extrasportive e riconoscimenti
Per la sua carriera e i suoi successi sportivi Horan figura dal 2003 nell'International Rugby Hall of Fame; sposato con tre figli, Horan è testimonial di un'associazione di supporto alle persone affette da infortuni alla spina dorsale, alla quale presta la voce e il volto per campagne di sensibilizzazione e di prevenzione; collabora inoltre con Aunties and Uncles, un'associazione che promuove l'assistenza all'infanzia disagiata o cresciuta in famiglie disfunzionali o monogenitoriali.
Per i suoi contributi allo sport e per la sua attività di volontariato è, dal 2009, membro dell'Ordine dell'Australia.
Insieme al suo amico d'infanzia e collega Jason Little Horan diede alle stampe nel 1995, curato da Michael Bluchner, Perfect Union, un libro che parla delle avventure parallele di due amici che da compagni di scuola divennero insieme campioni del mondo di rugby: i due, entrambi tre quarti centro di ruolo, giocarono in coppia in Nazionale fino al 2000 e anche Little vinse la sua seconda Coppa nel 1999 insieme a Horan.

## Palmarès
- Coppe del mondo: 2
Australia: 1991, 1999